# Сьверчув-Малий
Сьверчув-Малий (пол. Świerczów Mały) — село в Польщі, у гміні Стомпоркув Конецького повіту Свентокшиського воєводства.
У 1975-1998 роках село належало до Келецького воєводства.